# Stenoplastis coras
Stenoplastis coras är en fjärilsart som beskrevs av Druce 1893. Stenoplastis coras ingår i släktet Stenoplastis och familjen tandspinnare. Inga underarter finns listade i Catalogue of Life.